# Liga Distrital de San Isidro 2013
La edición del 2013 de la Primera División de la Liga distrital de San Isidro  participan 14 equipos y es el primer torneo que estos equipos disputan para aspirar llegar al Campeonato Descentralizado 2014 o al Torneo de Segunda División 2014.
El campeonato se juega con el sistema de todos contra todos.  El Club El Palomar y Deportivo Apremasur , ambos descendieron a la Segunda división de la Liga de San Isidro 2014  

## Equipos participantes
- 1) Regatas Lima
- 2) Circolo Sportivo Italiano
- 3) Ciclista Lima F.C.
- 4) Fútbol Modelo de Vida
- 5) Lima Cricket
- 6) Alma Mater
- 7) Universidad Católica
- 8) Inca Garcilaso de la Vega
- 9) Real Club de Lima
- 10) Orrantia Real Club
- 11) Gardenias FC
- 12) Deportivo El Palomar
- 13) Hercules Lima
- 14) Deportivo Apremasur